# Чнегов, Пётр Сергеевич
Петр Сергеевич Чнегов (1863 год — 21 августа 1950 года) — российский и советский рабочий, Герой Труда (1932).

## Биография
Родился в 1863 году.
С 1874 года работал на Сормовском заводе (позже — «Красное Сормово»), где с 1896 года был старшим мастером кузнечно-прессового цеха. В партии не состоял.
1 декабря 1932 года «за организацию и усовершенствование производственных процессов, подготовку молодых кадров, за социалистическое отношение к труду» получил почётное звание «Герой Труда».
В 1937 году вышел на пенсию. Умер 21 августа 1950 года. Похоронен на Бугровском кладбище (2 квартал).